# Nậm Nhùn (thị trấn)
Nậm Nhùn là thị trấn huyện lỵ của huyện Nậm Nhùn, tỉnh Lai Châu, Việt Nam.

## Địa lý
Thị trấn Nậm Nhùn giáp với các xã Nậm Manh và Nậm Hàng. Thị trấn có diện tích 29,95 km², dân số năm 2012 là 3.444 người, mật độ dân số đạt 115 người/km².

## Lịch sử
Thị trấn Nậm Nhùn được thành lập vào ngày 14 tháng 10 năm 2011 trên cơ sở điều chỉnh 2.109,12 ha diện tích tự nhiên, 3.444 người của xã Nậm Hàng và 886,09 ha diện tích tự nhiên của xã Nậm Manh. Khi mới thành lập, thị trấn trực thuộc huyện Mường Tè.
Ngày 2 tháng 11 năm 2012, huyện Nậm Nhùn được thành lập từ một phần các huyện Mường Tè và Sìn Hồ, thị trấn Nậm Nhùn trở thành huyện lỵ huyện Nậm Nhùn.